# Martell (Californie)
Pour les articles homonymes, voir Martell (homonymie).
Martell est une census-designated place du comté d'Amador, dans l'État de Californie, aux États-Unis,. En 2020, elle compte une population de 207 habitants.